# Étienne Couvert (peintre)
Pour les articles homonymes, voir Étienne Couvert et Couvert.
Étienne Couvert, né le 13 décembre 1856 à Lyon et mort le 18 août 1933 à Neuville-sur-Saône, est un peintre et graveur français.

## Biographie
Son père, Thomas Couvert, était originaire de Maurienne, sa mère, Antoinette Courtois, était artiste peintre. Étienne Couvert suit les cours des Beaux-Arts de Lyon de 1880 à 1884, Il est alors l'élève de Michel Dumas et de Paul Borel. Il enseigne par la suite aux Chartreux dans la même ville.
La majeure partie de ses œuvres ont été des sujets religieux, il fut l'auteur de nombreuses fresques et de vitraux, principalement en France et dans la région lyonnaise, mais aussi en Nouvelle-Calédonie et au Canada, à Sherbrooke où il a peint la Cène de l'archevêché. il a également été premier violon à l'orchestre de la Société des grands concerts de Lyon.
Le 10 novembre 1885, il épouse Jeanne-Antoinette Bonnet, fille du sculpteur lyonnais Guillaume Bonnet.

## Œuvres référencées
- Portrait d'Auguste Morisot, 1892, pierre noire, Lausanne, collection Marie-Magdeleine Brumagne[4].
- Peintures des voûtes de l'abside et des pendentifs supportant la coupole de l'église Saint-Irénée de Lyon, vers 1900[5],[6].
- Vitraux à la chapelle Notre-Dame de Laval, dite aussi Notre-Dame de Baffie à Saint-Germain-Laval, 1902-1903[7].
- Vitraux de Balade (Nouvelle-Calédonie), 1925[8].
- Fresques de la coupole de l'église Saint-Pothin de Lyon[9]. Cette fresque a été redécouverte lors de la rénovation de la coupole de l'église Saint-Pothin en 2015. Les 12 apôtres entourent la Vierge. Étienne Couvert a peint ses personnages de 4 m de haut en prenant comme modèles ses amis peintres. Ainsi, saint Jean est représenté sous le visage du peintre et graveur Jean Louis Appian, Auguste Morisot représente saint Paul, François-Auguste Ravier saint Jacques le Mineur, la Vierge a les traits d'Antoinette Bonnet, épouse d'Étienne Couvert et fille de Guillaume Bonnet[10].
- Église de Sainte-Foy-lès-Lyon : une huile sur toile surmontant les fonts baptismaux[11].